# Mauritz Lindström

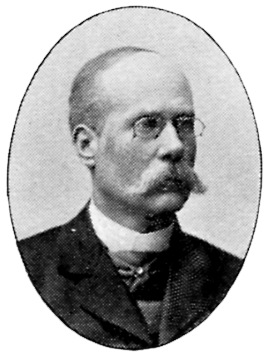
Mauritz Lindström.

Arvid Mauritz Lindström, född 26 april 1849 i Björksta socken Västmanlands län, död 11 december 1923 i Stockholm, var en svensk målare. Föräldrarna var lantmätaren Per Fredrik Lindström och Hedvig Ringström. Gift 1888 med Anna Elisabeth Helena von Götz (1853–1927) och far till ingenjör Arvid Lindström. 
Mauritz Lindström utbildade sig vid Konstakademien i Stockholm 1869–1872 samt sedan i München och Paris. Han var från början av 1880-talet till 1889 bosatt i England, huvudsakligen i London. Han målade stämningsfulla landskap.
Lindström anslöt sig till Opponenterna och deltog tidigt i deras utställningar. Nationalmuseum äger av Lindström målningarna Höstlandskap (1875) och Motiv från Skottland (1885), den senare ett av de två inköpen på opponentutställningen 1885. År 1877 blev Lindström agré vid akademin och 1886 anslöt han sig till Konstnärsförbundet men lämnade det vid schismen 1890–1891 för att istället gå över till den nybildade Svenska konstnärers förening med vars syften han starkt sympatiserade. Lindström kvarstod dock endast några år i föreningen; han gick sedan sin egen väg.
Makarna Lindström är begravda på Gamla griftegården i Linköping.

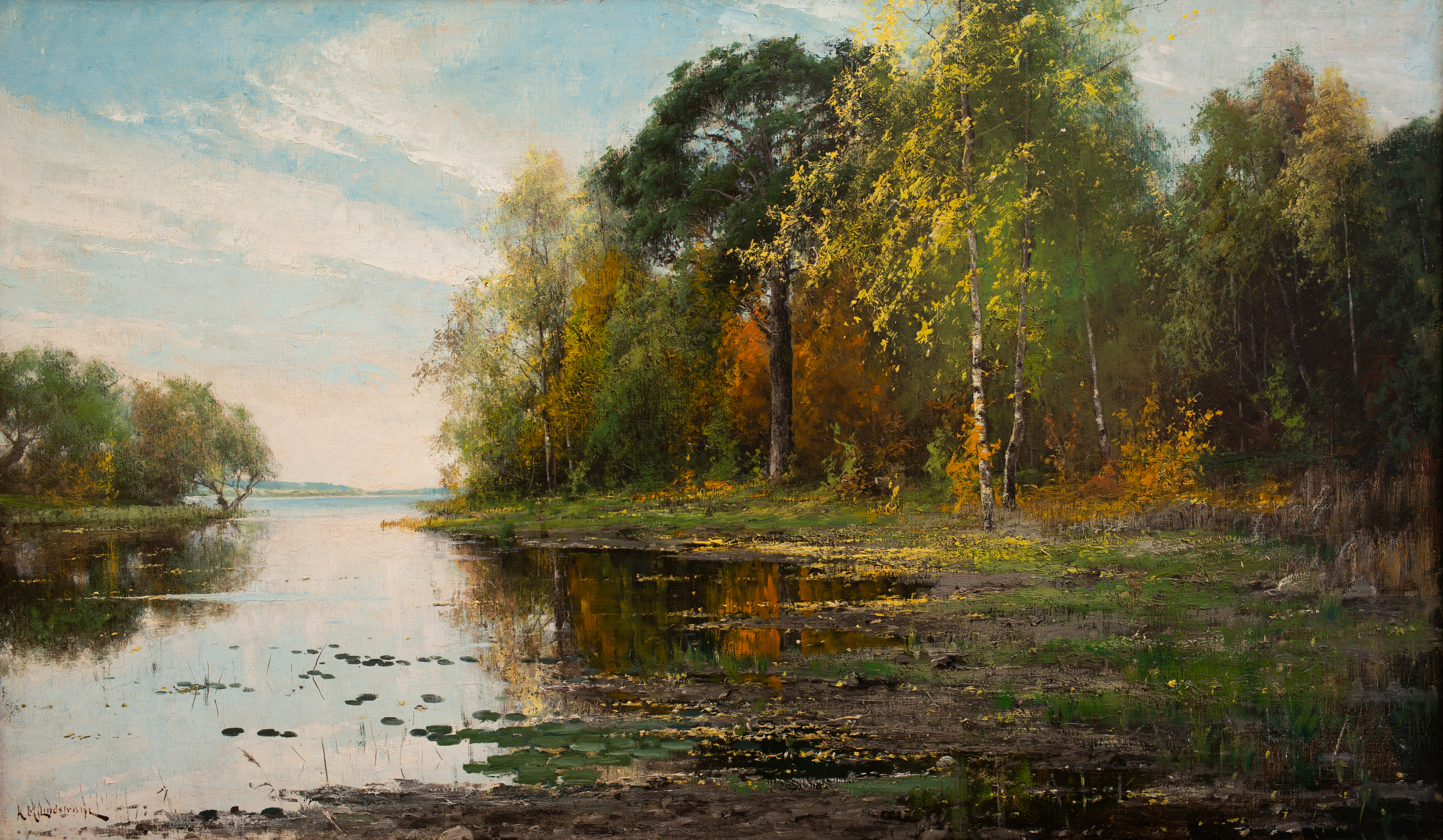
Lakeside Landscape in Autumn Colors
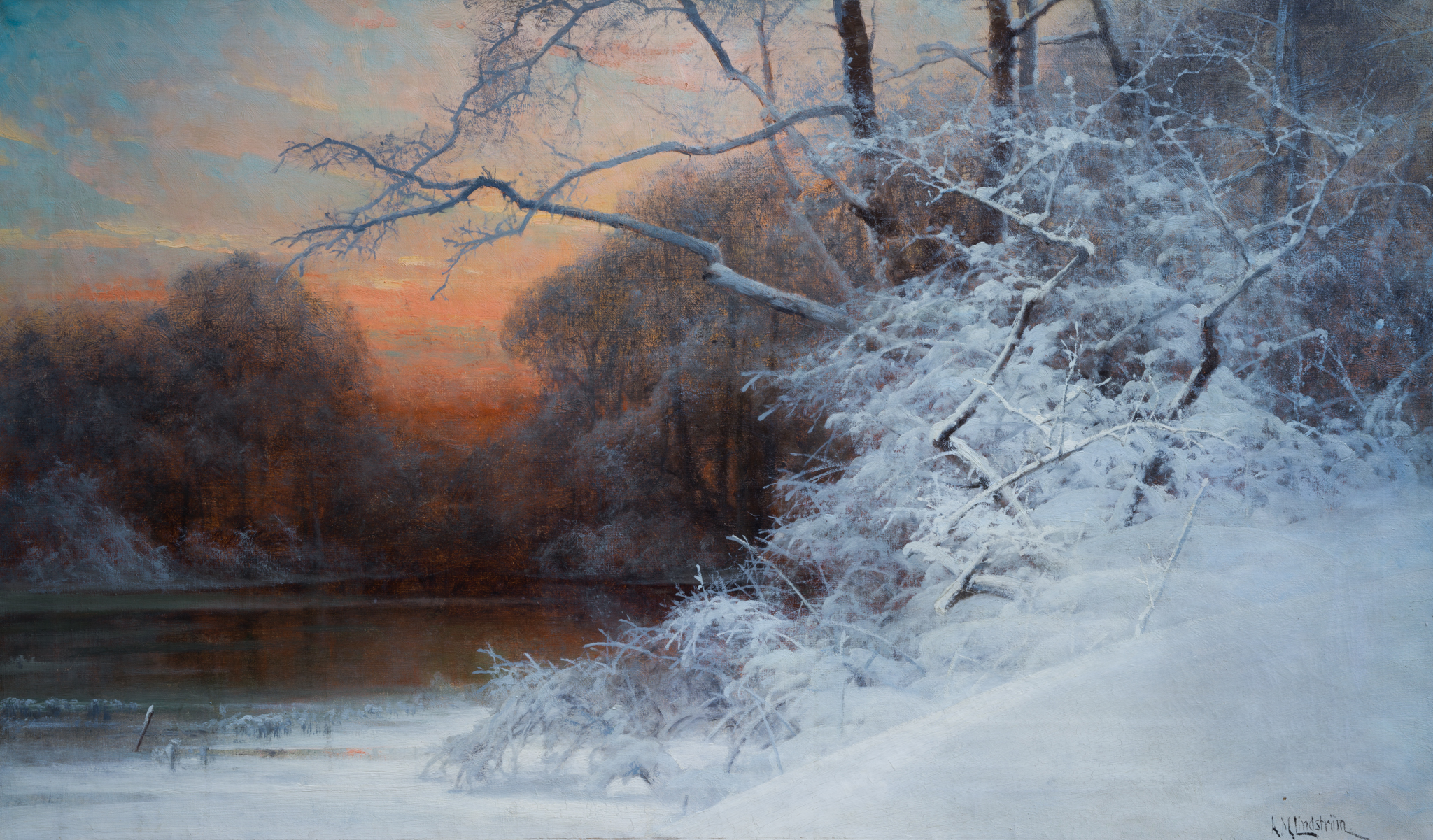
Vinterlandskap i solnedgång
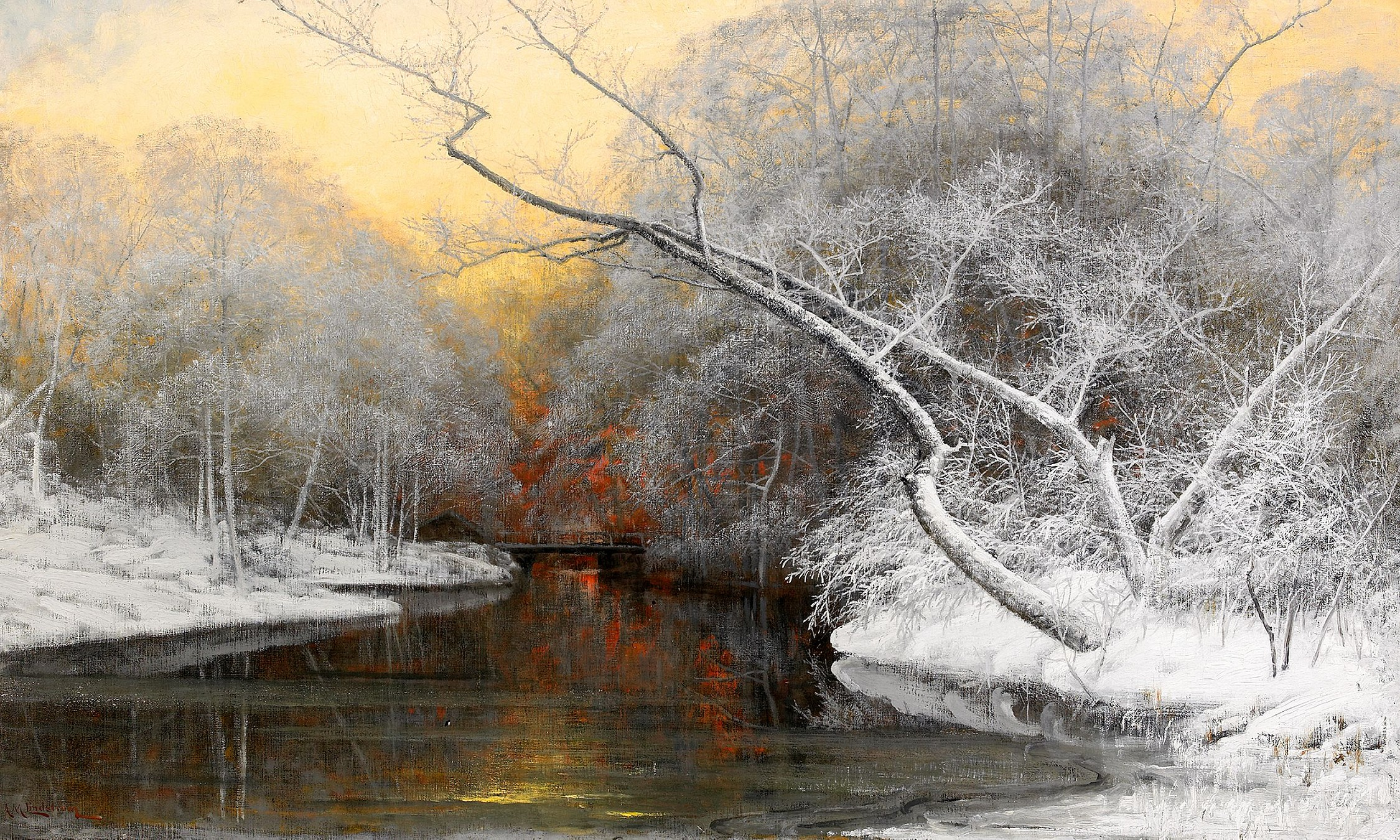
Aftonstämning över frostigt vinterlandskap.
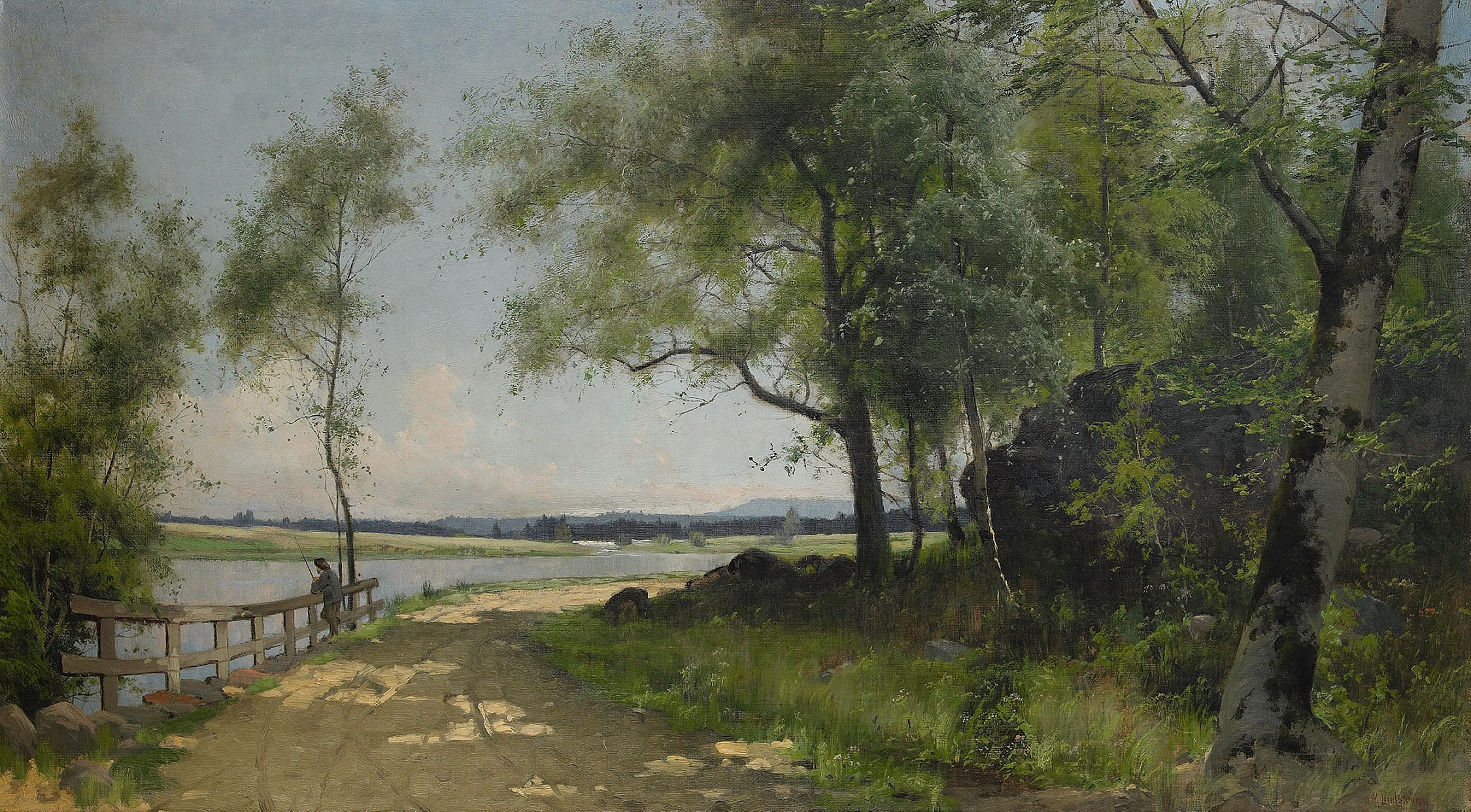
Sommarlandskap med väg vid vatten.
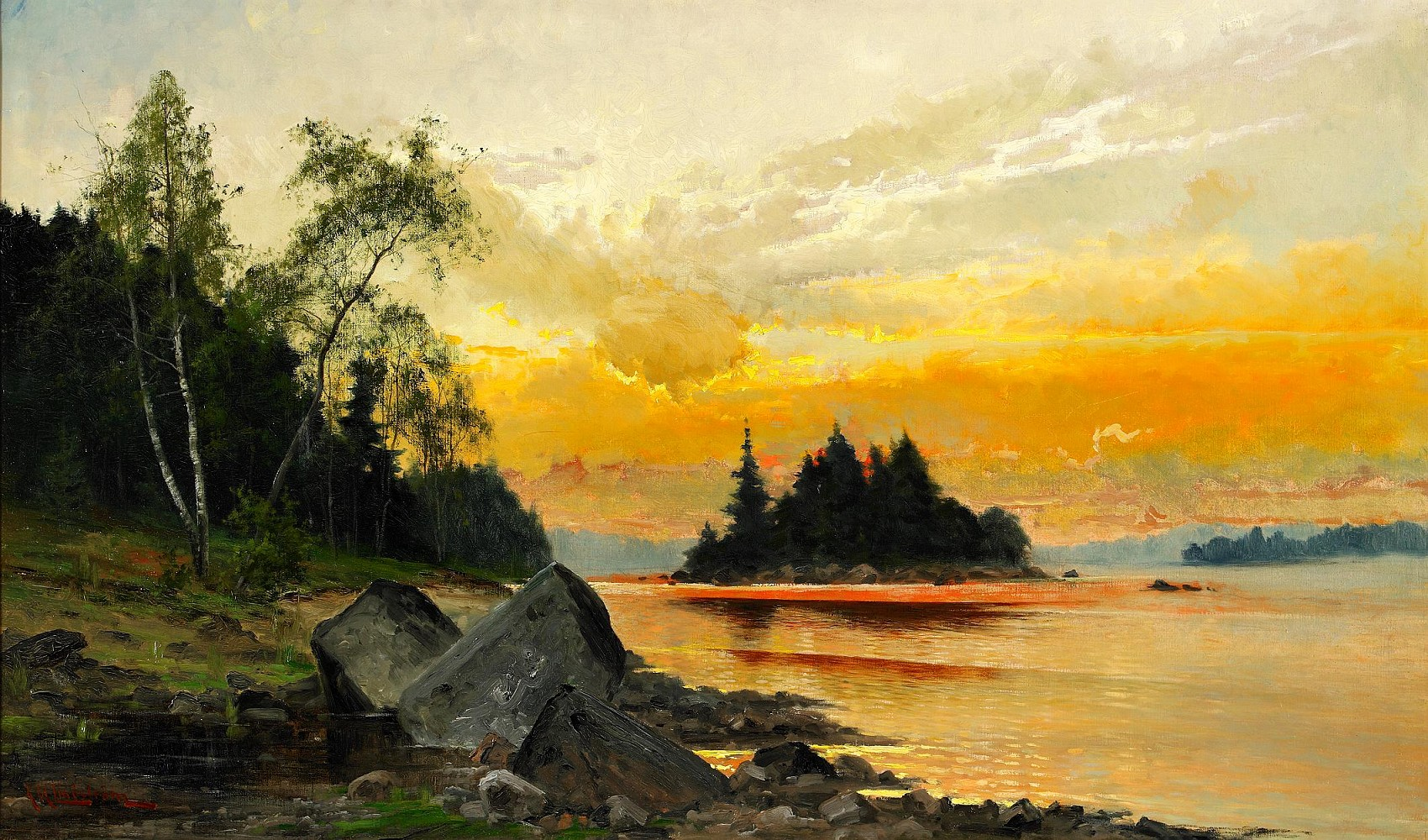
Aftonrodnad över insjölandskap.
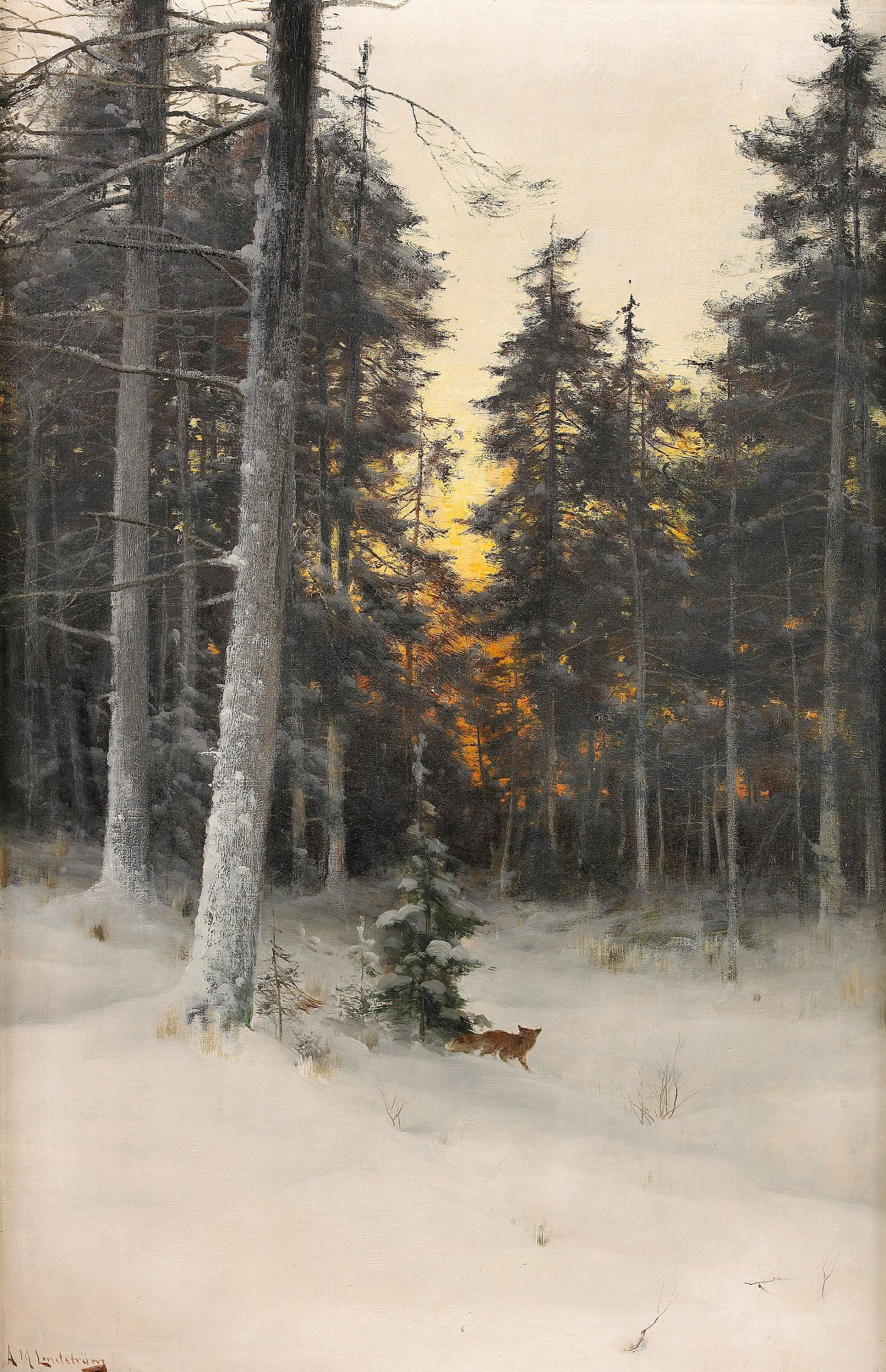
Räv i vinterlandskap
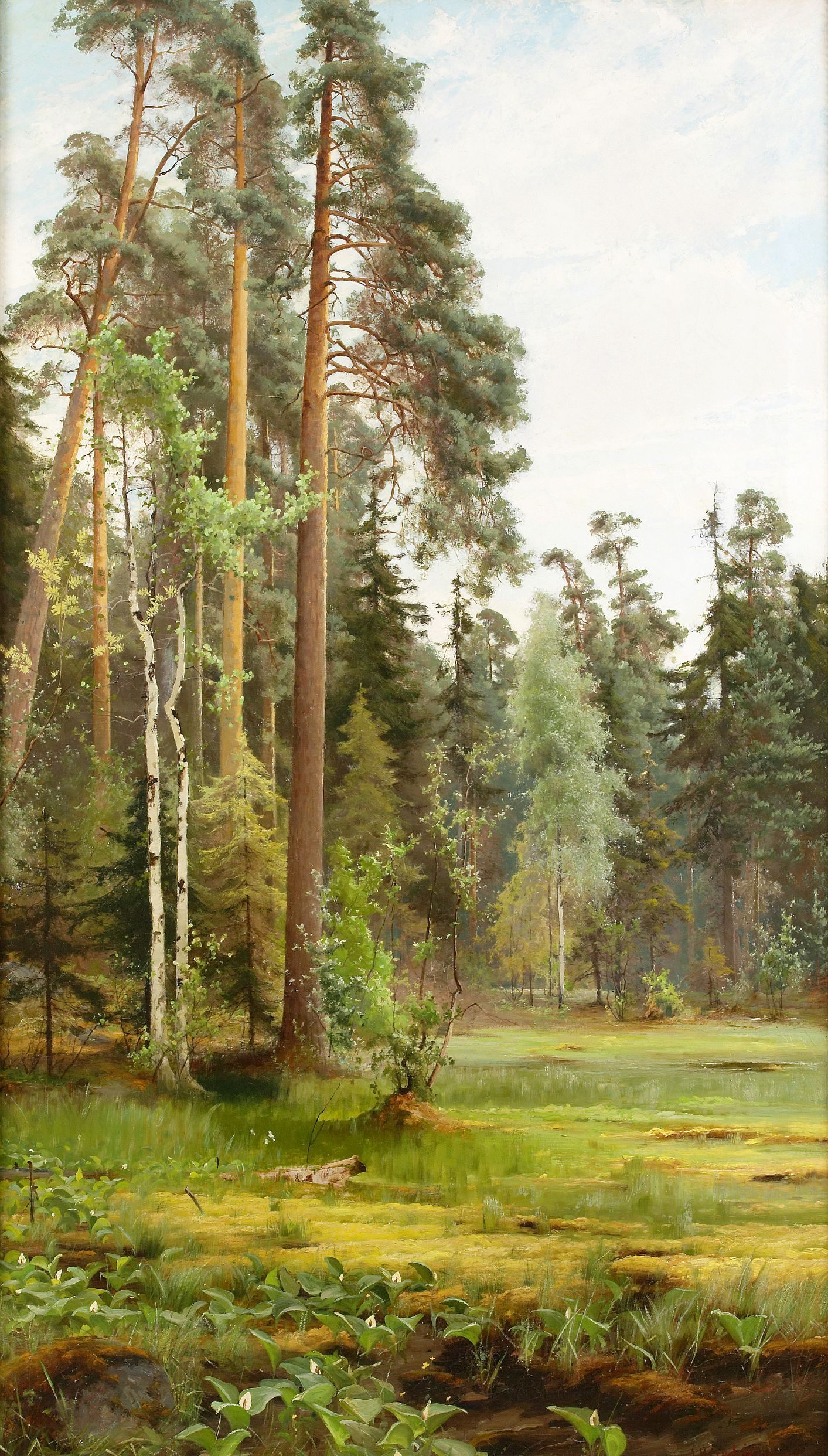
Skogslandskap med glänta